# Rivière Chaumonot
Pour les articles homonymes, voir Chaumonot.
La Rivière Chaumonot est un affluent de la rive est de la rivière Trenche, coulant généralement vers le sud-ouest, au Québec, au Canada. Le cours de la rivière traverse le canton de Bécart, dans le territoire non organisé de Lac-Ashuapmushuan, dans la municipalité régionale de comté (MRC) Le Domaine-du-Roy, dans la région administrative de Saguenay-Lac-Saint-Jean et les cantons de Chaumonot et de Lavoie, dans le territoire de l'agglomération de La Tuque, en Mauricie.
L’activité économique du bassin versant de la Rivière Chaumonot est la foresterie. Le cours de la rivière coule entièrement en zones forestières.

## Géographie
La rivière Chaumonot prend sa source à l’embouchure du lac Saillant (longueur : 3,4 km ; altitude : 325 m) dans le canton de Bécart. Ce lac est segmenté en deux parties par deux presqu’îles qui se font face l’une de l’autre. La partie sud a une longueur de longueur de 1,6 km et la partie nord est difforme.
À partir de sa source, la rivière Chaumonot coule sur 26,0 km, selon les segments suivants :
Cours supérieur de la rivière Chaumonot (segment de 13,6 km)
À partir de l’embouchure du lac Saillant, la rivière Chaumonot coule sur km, selon les segments suivants :
- 3,0 km vers le nord-est dans le canton de Bécart, en traversant le lac Mary) (longueur : 1,4 km ; altitude : 300 m) en fin de segment, jusqu’à son embouchure ;
- 2,0 km vers le sud-est en formant une courbe vers le nord-est, jusqu’à la limite du canton de Chaumonot ;
- 1,7 km vers le sud en traversant une zone de marais, jusqu’à la rive nord du lac Chaumonot ;
- 6,9 km vers le sud-est, puis le sud-ouest en traversant le lac Chaumont (altitude : 295 m) sur presque sa pleine longueur, jusqu’à son embouchure située au sud du lac.

Cours inférieur de la rivière Chaumonot (segment de 12,4 km)
À partir de l’embouchure du lac Chaumonot, la rivière coule sur :
- 3,1 km vers le sud, en traversant le lac Valentine (altitude : 295 m), jusqu’à la rive nord-est du lac Courcy ;
- 2,9 km vers le sud-ouest, en traversant le lac Courcy (altitude : 271 m) sur sa pleine longueur ;
- 3,6 km vers le sud-ouest, en recueillant les eaux de la décharge du lac Brouillette, jusqu’à la limite du canton de Lavoie ;
- 2,8 km vers le sud-ouest en formant une courbe vers l'est et en coupant la route 450, jusqu'à la confluence de la rivière[2].

La rivière Chaumonot se déverse sur la rive est de la rivière Trenche dans le canton de Lavoie. Cette confluence est située à :
- 9,5 km à l'est du réservoir Blanc ;
- 49,7 km au nord du centre-ville de La Tuque.

## Toponymie
Jadis, ce cours d’eau était désigné rivière aux Brochets et une appellation anglaise rivière Trout. Compte tenu du grand nombre de plans d’eau et cours d’eau utilisant le terme brochet, les autorités toponymiques du Québec ont opté de changer l’appellation. Le toponyme rivière Chaumonot avait été adopté en 1950. Ce toponyme évoque l’œuvre de vie de Pierre-Joseph-Marie Chaumonot (1611-1693) qui exerçait comme missionnaire jésuite chez les Hurons, à l’époque de la Nouvelle-France.
Le toponyme rivière Chaumonot a été officialisé le 5 décembre 1968 à la Commission de toponymie du Québec.